# Ingemar Fröberg
Bror Ingemar Fröberg, född 25 mars 1921 i Stockholm, död 15 juli 1999 i Huddinge församling, var en svensk målare.
Han var son till John Fröberg och Alma Naemi Karlson och från 1947 gift med Ingrid Barbro Tjernström.
Fröberg studerade konst vid Signe Barths målarskola i Stockholm samt under studieresor till Frankrike och Spanien. Han debuterade i en separatutställning på Lilla galleriet i Stockholm 1951 och medverkade i samlingsutställningar på Liljevalchs konsthall och Galleri Blanche. 
Tillsammans med Olle Langert och Alf ten Siethoff ställde han ut på Gummesons konsthall  1953. Bland hans offentliga utsmyckningar märks Hyllning till Stagnelius 1962, för Tobaksmonopolet i Stockholm, In i dimman, in i älvaleken på Akademiska Sjukhuset i Uppsala. Hans konst består av stilleben och figurkompositioner i olja eller akvarell. Han använde emellanåt signaturen Bror Ingemar. Fröberg är representerad vid Moderna museet  i Stockholm och Sörmlands museum. Ingemar Fröberg är gravsatt i Tyresö minneslund.